# 龍宮蕾娜
龍宮蕾娜（日语：是《暮蟬悲鳴時》的女主角之一。同時也是「罪滅篇」的主角，因為會拿柴刀當工具或武器，所以有「鉈女」、「柴刀女」等稱呼。日文名的兩字，漢字可寫成「怜奈」、「玲奈」，也可音譯為「蕾娜」，目前沒有標準漢字寫法，多數愛好者傾向於用本名「禮奈」稱呼。
电视动画聲優为中原麻衣，真人電影演員为松山愛里。

## 介紹
雛見澤出身，要上小學時因為父母工作的關係搬到茨城，比圭一早一年回到雛見澤。本名是龍宮禮奈， 但回到雛見澤後，為了忘記以前不好的回憶而自稱“蕾娜（レナ）”，別人也就這麼稱呼了。常被圭一和魅音當作開玩笑的對象。說話方式有「～嗎？～嗎？」「～喲？～喲？」等句尾會重複出現的特徵。还有“哈呜~ ”的口癖。在可爱模式时会有说   “好可爱，带回家”的习惯。特技是料理，手藝很好。看到「好可愛」的東西會暴走，有不論大小弄到手就會「帶回家」的壞習慣。對象包括圭一、沙都子、梨花等同班同學，連巨大垃圾也不放過，所以大壩工事現場遺跡的巨大垃圾放置場就是她的寶山。
某個角度來說和圭一的個性正好成對比。假如說圭一是猛烈燃燒的紅色火燄，那麼蕾娜就是靜靜燃燒的藍色火燄。 便服的裙子前面有開很深的縫隙，算得上是一条可以看见内裤的奇特裙子。有一說是時裝設計師的父親（現已失業）或母親所設計的奇特服裝。 雖然也是由外地遷入，其實原先曾經居住雛見澤，後由於種種因素再次遷回。
在茨城時，父母都在工作，原本家庭幸福美滿，但後來母親外遇決定和父親離婚，雖然多次利誘想將禮奈也一起帶走，但皆被禮奈嚴詞拒絕。父親受此打擊從此一蹶不振，心痛又憤怒的禮奈憤而將母親遺留下來的東西全部砸毀。其後精神愈來愈不穩定，曾用球棒將教室玻璃全部砸破，並痛毆二名男同學造成重傷，後來達成和解，禮奈並因此被關進精神病院。由於雛見澤症候群愈趨嚴重，開始出現幻聽幻覺，並有自殘傾向，絕望中的禮奈在此時感應到了羽入的存在，似乎受到羽入的指示決定搬回雛見澤，比圭一早一年回到雛見澤。回雛見澤後精神才穩定下來，並改稱自己「蕾娜」。
第一人稱為日文女性第一人稱與「蕾娜（レナ）」。

## 性格
幫助剛轉學過來的圭一，也天天和社团的团员们一起游戏。不自覺表現出善意的性格，也有害羞的一面，十分溫柔婉約，是一个可爱的女孩子。但是她也極度討厭謊言，在别人说谎时会生气地说“说谎”（若是得病则是大吼），似乎是因為父母離異的關係所造成的。另外，她在碰到大事情時，會超乎想像地冷靜沉著，例如罪滅篇她得病时計畫要綁架全校同學並且真的成功了，而在綿流篇藉由梨花及沙都子留下的線索推理出兇手是誰而被魅音/詩音說「真是個名偵探啊」，都可以看見禮奈的這種性格。安慰他人時，總是扮演著「最溫柔的大姊姊」的角色。为了自己的伙伴可以拿着柴刀大打出手的攻击敌人（皆杀篇的第十三话）。但是礼奈在得病L5状态（也就是雏见泽症候群发病最严重时）会黑化地很彻底，会非常不信任他人，对人下手毫不留情（尤其是殺人），如游戏“祭”的澪尽篇中把朋友全部杀死；但值得一提的是在几个篇目里她即使黑化了，心里也有所觉悟，最终用坚强的意志摆脱L5（TV见第一季罪灭篇）。

## 能力
- 凡是进入“好可爱模式”就什么都能带回家，连进入女仆模式的入江的攻击都能闪开。
- 做菜手艺很好，受到众人的好评。
- 一把柴刀使得出神入化，不只用柴刀杀人还可以用刀背打晕特种部队，和圭一的球棒在校舍屋顶的对决也是著名场景。
- 极其敏锐的洞察力，能发现常人容易忽略的细节，可以发现提前埋伏的特种部队，也可以察觉细微的神情变化，有一定程度的测谎能力。
- 强大的感知能力，可以识别梨花的魔女人格，甚至可以察觉到超自然的监视者的存在，虽然进入L3的人基本都可以感觉到羽入的存在，但是在见到实体的羽入时只有礼奈 最先有似曾相识的感觉。
- 精确的判断力与超越常识的运动能力，在高速冲刺中可以躲开迎面而来的弹道而不影响行动。
- 总能保持理智，并且可以自行脱离L5的绝强自主意识。
- 谈判能手，区别于圭一的嘴炮，礼奈则是在理据上的完美交涉，在赛杀篇结尾说服梨花放弃上位魔女人格。
- 名侦探级别的推理能力。
- 即使近距离被猎枪击中也能保持敏捷的抗击打能力
- 在“寒蝉鸣泣时解”中曾经被某人用龟甲缚绑在椅子上。可以瞬间破坏绳子类的束缚。
- 有着可以在死亡结局中活下来的运气或能力，身为罪灭篇的主角却可以抵抗寒蝉“主角必死”的游戏节奏。
- 据原著小说，有着快到看不见的身法和出拳速度而且可以同时打倒相隔数米的圭一和魅音（如果魅音讲的黄段子涉及她）。
- 强大的学习能力，在OVA中突击学习麻将技术可以跟老手匹敌。
- 在OVA中秒杀阻止礼奈追求鹰野的圭一组全员

## 嗜好

### 尋找可愛的東西
禮奈凡是碰到她認為「好可愛」的東西，便會發動魅音所說的「好可愛模式」，會不斷的說「好可愛～好可愛～好想帶回家(はぅ～かぁいいよぉ～お持ち帰りィー！！)」，受害者通常是沙都子與梨花（社團活動中被處罰穿上女僕中的圭一也是）。在垃圾山挖寶時若有東西擋住「寶物」，便會用柴刀破壞擋住的物品並將「寶物」取出。
進入好可愛模式的禮奈具有超人般能夠無視物理法則般的攻擊力。

## 故事中經歷

### 「罪滅篇」
在某天的社團水槍比賽中，各自戰勝對手的前原圭一和龍宮禮奈約定於下回決出勝負。   
另外在禮奈的家中，禮奈的父親在和妻子離異後一直都無精打采。禮奈因此希望爸爸能夠快樂，認為自己應該支持爸爸和情人間宮麗娜在一起，但是又覺得麗娜的存在，使得自己漸漸地失去在家中的地位。有次禮奈去了家咖啡廳，正好碰到有一男一女向兩個人討借來的錢，其中禮奈發現麗娜是討債的其中一人，還聽到麗娜想騙光她爸爸所有的贍養費。同時，葛西辰由與園崎詩音也進來了這家店。禮奈便問起有關討債的人有關的事，葛西與詩音跟她說完有關北條鐵平以及間宮律子（間宮麗娜是花名）的事情後，禮奈便回到了家。回到家的禮奈發現父親的存款簿裡的錢都拿去給了麗娜，便展開了行動。
發現麗娜接近父親的目的是想騙光他所有的錢，禮奈便將她約到垃圾山談判，卻差點被知道東窗事發的麗娜給勒死，禮奈便用玻璃片劃傷麗娜，再用鐵管將其毆打至死，當晚，禮奈將鐵平騙到垃圾山之後用柴刀殺害，第二天用鋸子將她倆的屍體分屍，藏進垃圾山的冰箱中，在藏屍過程中被到垃圾山探險的圭一等人發現，後來社團的所有伙伴與禮奈約定會「忘記今天的事」將屍體放入山洞中封死。
富竹和鷹野在綿流祭後還是遇害了，禮奈想起了鷹野留給她的幾本有關雛見澤連續怪死事件的剪貼簿，發現了驚人的真相。就是所謂御社神的教義之一「不要離開雛見澤」就是為了防止雛見澤症候群的蔓延，而禮奈也是這種病的患者，因為她離開雛見澤期間因精神失常而將校舍玻璃全打破，劃傷手時，發現從她的手中竄出許多蛆蟲，而且還想爬回她的身體裡。同時，根據鷹野的說法是有人想要「讓御社神的力量復活」，即是把所有的病原體（寄生蟲）散步到整個村中，便與圭一在電話中說明了情況。這幾天禮奈都被一輛車子跟蹤，所以她認為那輛車裡面的人就是鷹野說的「那群人」之一。
知道一切的禮奈為了拯救村莊，連圭一怎麼勸她都不聽，更挾持了全校的學生與興宮警方對峙，所有人都被綁了起來，魅音還被禮奈用柴刀側面敲打額頭直到流血，圭一、梨花及沙都子分別受到輕傷。
掙脫了繩索的圭一等人從教室逃了出來，卻被禮奈拿著柴刀擋著。
「我來陪妳玩玩吧，來吧……柴刀女！」
梨花為了讓學生們逃跑，不惜賭命用拖把擋下禮奈的柴刀，掩護所有人逃走，最後梨花仍敗下陣來。
為了阻止陷入瘋狂的禮奈，圭一提起了球棒和禮奈在學校的屋頂上對打，同時梨花也從學校逃了出來。最後圭一的球棒被打飛，禮奈舉起了柴刀壓制住圭一，由於圭一的話讓禮奈的態度軟化，讓她哭倒在圭一的懷中，最終無人傷亡，綿流祭后除蕾娜外全村死亡。

### 「罪滅篇『惡魔的劇本』」
平成19年，回到雛見澤的大石與赤阪等人正重新調查有關雛見澤人質挾持事件以及「34號文書」，大石事先把雛見澤大災害的唯一生還者，目前已經37歲的禮奈（禮奈是因為罪滅篇的事件而被送入精神病院，在平成9年也曾回來過雛見澤）約在雛見澤分校詢問她有關古手梨花的死，禮奈提到她在昭和58年時，梨花曾經給了她一個針筒（似乎是雛見澤症候群的解藥，梨花說這是「會讓她舒服的針筒」）讓她自行注射，還暗示她「這個雛見澤是個崩壞的世界」「我要離開這個雛見澤，到下一個雛見澤去」。

### 「目明篇」、「綿流篇」
蕾娜是「目明篇」以及「綿流篇」唯一沒有遭到殺害的人。事情發生之後一直住在雛見澤村內。

### 漫畫「宵越篇」
延續「罪滅篇」的人質挾持事件，禮奈與警方的談判破裂，引爆汽油桶而與社團成員一同被炸死。（附註：「宵越篇」中登場的魅音其實早在禮奈引爆汽油的那一刻就已經身亡，後來以成人姿態登場的「園崎魅音」其實是園崎詩音。）

### 「澪盡篇」
- Good Ending

古手梨花於皆殺給後再轉世，返到事發前約一個月前的雛見澤，但她卻不見和她一起轉世的羽入，就在她意氣消沈之時，想起如果再是這樣下去就不能改變命運，結果她和圭一一起想辦法改變命運。
故事最終是因為圭一的機智，梨花的強烈理念，再加上社團內各朋友的互相信任和合作，成功令鷹野三四要滅村的計畫完全失敗。而後來入江京介成功研製出特效藥，消滅了「雛見澤症後群」，悟史亦因而可以回到沙都子及詩音的身邊，變成喜劇結局。
- Bad Ending（與禮奈有關）

由於圭一的言詞過份強烈，令交涉失敗，結果間宮真是將禮奈爸爸的錢都騙了，而禮奈亦殺掉間宮及之後回到雛見澤住的鐵平。由於事件發展得太快，圭一他們已無法阻止。之後禮奈因為懷疑圭一他們報警，所以逐一將圭一他們殺死……

### 「鬼隱篇」
禮奈因為對圭一大叫「你說謊！」而讓圭一感到不安，其後圭一在知道有關雛見澤鬼隱事件後，造成雛見澤症候群發作、將禮奈以及魅音用球棒打死。

### 「憑落篇」
由於北條鐵平搬回和沙都子住，令沙都子每天都受到鐵平的虐待，因此經常都是失神狀態。
圭一和經常來雛見澤玩的詩音決定找一個方法去救沙都子，而禮奈同時亦因為發現間宮不是一個好人，因此亦計劃殺死背後操縱間宮的鐵平，三人因為理念相同而一拍即合……
就在綿流祭當日，三人成功殺死了北條鐵平，但就當三人以為計劃可以完美地終結之際，卻被回家的北條沙都子發現……
最後禮奈殺掉除梨花以外的全部同伴，但是禮奈也在看過「三四文書」之後被山狗部隊開槍殺死而變成悲劇結局。

### OVA「晝壞篇」
古手神社的寶物，一紅一白的勾玉因為封印解除而遺失，其中一個（紅色）的在蕾娜給圭一吃便當時從天上掉下被蕾娜誤食，因為持有紅色勾玉的人會不由自主愛上持有白色勾玉的人，所以蕾娜一共纏住了三個人（富竹、鷹野、大石），為了使蕾娜恢復正常，圭一等人決定將蕾娜強行帶回古手神社，因為蕾娜的關係，使得富竹被沙都子的特製煙火組合給轟至昏迷倒地，鷹野則是不肯將白色勾玉交出，而且圭一想衝上前去卻被蕾娜給擋下，所有人都吃了蕾娜的拳頭，因為鷹野將勾玉交給大石，使蕾娜不由自主地愛上了大石。為了把蕾娜救回來，大石與蕾娜一隊，赤阪與圭一一隊進行麻將比賽，最後在羽入對梨花的提示（作弊？）才讓圭一贏得比賽，後來再將蕾娜再回古手神社，由梨花進行儀式，才讓她恢復正常。隔天，來到學校的圭一等人發現蕾娜兩隻手都被扯住，富竹和鷹野為了搶蕾娜而抓住她的手不放，其他人只能在旁邊無奈的看著。

### OVA「羞晒篇」
羞晒篇中禮奈穿的泳裝是淺黃色的比基尼。
為了不讓圭一因魔法泳褲而讓他變成無藥可救的自戀狂，便與魅音等人進行脫掉圭一泳褲的作戰，最後導致圭一在游泳池暴露自己的重要部位。

### OVA「賽殺篇」
在賽殺篇中禮奈的父母相處融洽，自稱使用的是「禮奈」而非「蕾娜」。後來在梨花回到原本的世界時，安慰沮喪的梨花。

### 真人電影《暮蟬悲鳴時》
在電影中，禮奈除了對圭一隱瞞分屍殺人案的事件以及對他喊出「你說謊」，她做的「B」飯團被圭一吃掉後，馬上從口腔內側穿出一根針來，使圭一對社團成員的不信任與恐懼逐漸滋長。後來她用柴刀狂砍圭一家門上的鎖鍊，直至手被圭一用門夾住才停手。在劇情末尾的部分，禮奈與魅音幫圭一脫掉衣服擦背時，因為圭一的雛見澤症候群發作，而將魅音手上的麥克筆看成針筒，而與魅音一同被圭一用球棒打死。

### 真人電影《暮蟬悲鳴時 誓》
以「罪滅篇」為主的本作中，禮奈受到大高刑警的部下狙擊，被送入醫院，生死不明。

## 武器
- 柴刀

蕾娜在寶山（垃圾山）中找到的大柴刀，除了用來挖寶，也曾在「罪滅篇」中用來斬殺北條鐵平（頭蓋骨被一刀兩斷，可見她的力量非常驚人），與古手梨花的拖把與前原圭一的球棒交手過。在格鬥遊戲《暮蟬悲鳴時 破曉時分》中，有被稱為「鐵塊鉈」的超巨大柴刀出現。
- 斧頭

原作遊戲的蕾娜並不是用柴刀當武器，而是斧頭。
- 鐵管

罪滅篇中因為間宮麗娜想殺她，在她被間宮掐住脖子時先用碎玻璃劃傷間宮，再用鐵管敲擊間宮的頭顱將她打死。
- 拳頭

蕾娜出拳的速度極快，在OVA「晝壞篇」中用拳頭秒殺圭一等人。

## 與禮奈有關的著名場面
- 在「鬼隱篇」中禮奈對圭一大叫「你說謊」，當時她的氣勢震懾了樹上全部的烏鴉，導致烏鴉飛起，而中原麻衣在這一幕的狂叫更是經典。
- 「罪滅篇」中禮奈與圭一在學校屋頂上用柴刀與球棒的對決也是名場面之一。

## 雜項
- 名字來源為《最終幻想V》的女角「（Lenna Charlotte Tycoon），同時也是作者龍騎士07的取名由來。
- 由於中原麻衣與田村由香里在《魔法少女奈葉StrikerS》分別飾演緹亞娜‧蘭斯特以及高町奈葉，其中奈葉用2發Cross Fire將緹亞娜轟至失神倒地時說出的「頭腦稍微冷靜一下」，以及古手梨花在罪滅篇牽制龍宮禮奈所說的「我來陪妳玩玩吧，來吧，柴刀女！」有異曲同工之妙，所以這兩組人常被拿來作為相互惡搞的題材。
- 中原麻衣自從配過了龍宮禮奈後，因為角色十分突出，所以現在無論任何角色，只要是中原麻衣配的角色（如《CLANNAD》中的古河渚、《魔法咪路咪路》中的南楓、《FAIRY TAIL》中的茱比亞‧洛克沙等）就莫名其妙的被冠上「鉈女」之名。
- 海猫中提及，鹰野三四受到上位世界绝对魔女“绝对杀死”的绝对之力加持，这也就解释了礼奈会死于鹰野三四之手的原因。

## 腳註

### 來源
1. ↑  07th Expansion. .   [2017-05-25]. （原始内容存档于2020-09-21） （日语）.
2. ↑  . 電視動畫《寒蟬鳴泣之時》官方網站.   [2023-12-17]. （原始内容存档于2021-05-06） （日语）.
3. ↑  . 電視動畫《寒蟬鳴泣之時解》官方網站.   [2023-12-17] （日语）.